# Harmen ter Borch
Harmen ter Borch (getauft am 11. November 1638 in Zwolle; † vor September 1677 ebenda) war ein niederländischer Maler und Zeichner.
Er war der Sohn von Gerard ter Borch d. Ä. und jüngerer Bruder von Gerard ter Borch d. J. und lernte von seinem Vater das Zeichnen. Bis zu seinem 16. Lebensjahr zeichnete er qualitätsvolle Genreszenen, vor allem von Kindern und Soldaten. Er gab 1661 seine künstlerische Tätigkeit auf, da er die Ämter seines Vaters in Zwolle oder einen Teil derselben übernahm.